# Kasachischer Fußballpokal 1998/99
Der Kasachische Fußballpokal 1998/99 war die siebte Austragung des Pokalwettbewerbs im Fußball in Kasachstan nach der Unabhängigkeit von der Sowjetunion. Pokalsieger wurde Vorjahresfinalist Qaisar-Hurricane Qysylorda, der sich im Finale gegen Wostok-Altyn Öskemen durchsetzte.

## Modus
Außer im Finale wurde der Sieger in Hin- und Rückspiel ermittelt. Bei Torgleichheit entschied zunächst die Anzahl der auswärts erzielten Tore, danach eine Verlängerung und schließlich das Elfmeterschießen.

## Achtelfinale
| Datum             |                         | Gesamt |                            | Hinspiel | Rückspiel |
| ----------------- | ----------------------- | ------ | -------------------------- | -------- | --------- |
| 06.05./28.05.1998 | Ertis Pawlodar          | 6:2    | Schiger Schymkent          | 4:1      | 2:1       |
| 08.05./15.07.1998 | Batyr Ekibastus         | 4:3    | FK Taras                   | 3:1      | 1:2       |
| 26.05./15.07.1998 | Chimik Stepnogorsk      | 3:4    | Qaisar-Hurricane Qysylorda | 2:1      | 1:3       |
| 28.05./15.07.1998 | Nascha Kampanija Astana | 0:7    | Jelimai Semipalatinsk      | 0:1      | 0:6       |
| 28.05./15.07.1998 | Schachtjor-Ispat-Karmet | 3:2    | Bolat Temirtau             | 1:0      | 2:2       |
| 28.05./15.07.1998 | FK ZSKA Almaty          | 5:1    | Schenis Aqmola             | 4:0      | 1:1       |

## Viertelfinale
Naryn Uralsk und Wostok-Altyn Öskemen stiegen in dieser Runde ein.
| Datum             |                       | Gesamt |                            | Hinspiel | Rückspiel |
| ----------------- | --------------------- | ------ | -------------------------- | -------- | --------- |
| 28.05./24.07.1998 | Naryn Uralsk          | 0:8    | Wostok-Altyn Öskemen       | 0:1      | 0:7       |
| 26.07./09.08.1998 | Jelimai Semipalatinsk | 2:6    | Qaisar-Hurricane Qysylorda | 1:2      | 1:4       |
| 29.07./22.10.1998 | Ertis Pawlodar        | 1:4    | FK ZSKA Almaty             | 1:1      | 0:3       |
| 29.07./09.10.1998 | Batyr Ekibastus       | 2:1    | Schachtjor-Ispat-Karmet    | 1:1      | 1:0       |

## Halbfinale
| Datum             |                            | Gesamt |                      | Hinspiel | Rückspiel |
| ----------------- | -------------------------- | ------ | -------------------- | -------- | --------- |
| 04.05./06.07.1999 | FK ZSKA Almaty             | 1:4    | Wostok-Altyn Öskemen | 0:1      | 1:3       |
| 06.06./17.06.1999 | Qaisar-Hurricane Qysylorda | 7:1    | Batyr Ekibastus      | 3:1      | 4:0       |

## Finale
| Paarung                    | Qaisar-Hurricane Qysylorda – Wostok-Altyn Öskemen |
| Ergebnis                   | 1:1 n. V. (1:1, 0:0); 2:0 i. E. |
| Datum                      | 16. Juli 1999 |
| Stadion                    | Zentralstadion, Almaty |
| Zuschauer                  | 2.500 |
| Schiedsrichter             | Alexander Kulakow |
| Tore                       | 1:0 Marat Esmuratow (80.) 1:1 Alexander Antropow (82.) Elfmeterschießen: Pawel Jewejew 1:0 Witali Kizak Wladimir Filimonow Alexander Skljarow Andrei Afeltschenko 2:0 Kalandar Achmedow Alexei Sinjutschkow |
| Qaisar-Hurricane Qysylorda | Oleg Woskoboynikow – Andrei Tetuschkin, Kalandar Achmedow, Sultan Әbildajew (83. Sergei Tagijew), Marat Esmuratow – Witali Kizak, Alexander Skljarow, Dmitri Jurist, Asamat Nijasymbetow (58. Wladimir Loginow) – Nurken Masbajew, Rachman Asuchanow (63. Wladislau Mankuta) Cheftrainer: Abil Kalymbetow             |
| Wostok-Altyn Öskemen       | Alexander Korobko – Igor Tschesnokow (78. Alexander Igumnow), Alexei Titenkow (86. Sergei Obryadow), Pawel Jewejew, Alexander Moskalenko – Witali Bulejko, Alexei Sinjutschkow, Andrei Barsukow (110. Wladimir Filimonow), Maxim Samtschenko – Andrei Afeltschenko, Alexander Antropow Cheftrainer: Waleri Schurawlew |
| Gelbe Karten               | Sultan Әbildajew, Marat Esmuratow – Maxim Samtschenko |